# Zombie Army Trilogy
Zombie Army Trilogy è un videogioco stealth e sparatutto tattico in terza persona (ovvero incentrato sulla simulazione di combattimenti realistici), sviluppato e pubblicato da Rebellion Developments. È uno spin-off della serie Sniper Elite, ed è stato pubblicato il 6 marzo 2015 per Microsoft Windows, PlayStation 4 e Xbox One. La premessa del gioco narra che, in una realtà alternativa durante gli ultimi giorni della Seconda Guerra Mondiale, con l'esercito tedesco ormai prossimo alla sconfitta, Adolf Hitler ricorre a un disperato piano finale per cambiare le sorti del conflitto: resuscitare i caduti come zombie tramite rituali occulti e impiegarli contro le forze Alleate, nel tentativo di far vincere la Germania.
La trilogia include una versione rimasterizzata dell'originale Sniper Elite: Nazi Zombie Army e del suo sequel, entrambi precedentemente pubblicati nel 2013 come contenuti autonomi scaricabili per Sniper Elite V2. Offre inoltre una terza campagna inedita della serie. Il gioco propone le campagne in giocatore singolo dei primi due titoli affiancate al terzo capitolo, integrate in una modalità multigiocatore che include anche una modalità orda. Le modalità cooperative supportano fino a otto personaggi giocabili, tra cui quattro nuovi personaggi femminili. Nell'agosto del 2015, i personaggi principali dei due giochi della serie Left 4 Dead sono stati aggiunti all'elenco dei personaggi esclusivamente per la versione PC."

## Trama
Nell'aprile del 1945, il dittatore tedesco Adolf Hitler, nascosto nel suo Führerbunker, apprende da un ufficiale della Wehrmacht che la guerra è irrimediabilmente perduta e Berlino è prossima alla caduta, suggerendo che la resa sia l'unica via. Infuriato, Hitler fredda l'ufficiale con un colpo alla testa e proclama che la patria non soccomberà. Impartisce quindi l'ordine di attuare il "Piano Z": la risurrezione di tutti i soldati caduti della Wehrmacht trasformandoli in zombie.
Successivamente alla liberazione degli zombi, l'operatore e cecchino dell'OSS Karl Faireburne, il veterano dell'Armata Rossa Boris Medvedev, il capitano della Wehrmacht Hermann Wolff e l'occultista tedesco Efram Schwaiger si ritrovano forzatamente in un villaggio abbandonato nei pressi di Berlino. Dopo aver bonificato l'area dagli zombi, il quartetto si mette in viaggio a bordo di un camion con destinazione la capitale. Giunti lì, trovano una città in preda al caos dilagante: strade insanguinate, detriti e macerie ovunque, e zombi che imperversano. Una trasmissione radio frammentaria informa il gruppo che gli zombi si stanno concentrando nella vicina Kaiser-Wilhelm-Gedächtniskirche (Cattedrale Memoriale), spingendo i quattro a indagare.
All'interno della cattedrale, si imbattono in uno zombie di particolare potenza, noto come Generale Occulto, capace di evocare orde di zombi. Scontrandosi con lui e i suoi seguaci, i sopravvissuti riescono a rispedire l'ufficiale demoniaco all'inferno e scoprono un passaggio sotterraneo celato sotto l'altare. Il tunnel conduce il gruppo in un complesso nemico sotterraneo. Qui, i quattro rinvengono un riferimento al Libro delle Anime, custodito nella Biblioteca di Stato di Berlino, un antico testo occulto di importanza cruciale nel caso in cui gli zombie si fossero rivelati ingestibili. Hitler non riuscì a recuperarlo prima di scatenare l'orda. Emergendo dalla struttura, i sopravvissuti si fanno strada verso la biblioteca, dove recuperano il libro e ne sprigionano il potere sugli zombi, constatandone però gli effetti limitati. Il gruppo fugge quindi attraverso la U-Bahn raggiungendo un canale dove eliminano un altro Generale Occulto SS e si dileguano a bordo di un'imbarcazione guidata da un agente britannico. Mentre si allontanano, un'inquietante voce risuona deridendoli: "Questo è solo l'inizio!"
Nel frattempo, nel suo bunker sotterraneo, Hitler e il suo ultimo generale (gli altri due li ha già eliminati) discutono della Saggistica Sagarmatha, un artefatto destinato a proteggere Hitler dai soldati non morti. La situazione, infatti, è ulteriormente peggiorata: oltre a uccidere i loro stessi compagni, i non-morti hanno invaso i sotterranei della Cancelleria di Berlino e stanno cercando di sfondare la porta blindata dell'ufficio in cui si trovano. Il generale rivela che la reliquia necessita di tutti e tre i pezzi per funzionare appieno, per cui Hitler, furibondo, colpisce l'ufficiale a morte con l'unico frammento disponibile, chiedendogli perché non lo avesse detto prima. Gli zombie, in seguito, riescono a sfondare la porta e uccidono Hitler.
Faireburne e i sopravvissuti ritornano a Berlino quando i servizi segreti alleati li informano della Sagarmatha e del suo scopo. Raggiungono la Porta di Brandeburgo e recuperano il primo pezzo della Reliquia dal Kaiser-Friederich-Museum, eliminando ondate di zombie lungo il percorso. Una volta in possesso del frammento, i quattro si dirigono verso il Planetario di Berlino, dove scoprono un ingresso segreto al bunker di Hitler, il luogo in cui tutto l'orrore ha avuto inizio. Dopo aver neutralizzato gli zombie all'interno del bunker (e aver subito terribili allucinazioni), i quattro recuperano il secondo pezzo dall'ufficio di Hitler. Immediatamente dopo, Schwaiger li indirizza verso una Torre Flak situata poco fuori Berlino. Per proseguire, i quattro salgono a bordo di un treno in una stazione ferroviaria lì vicino.
Durante il viaggio, vengono informati dal loro contatto dell'intelligence britannica che gli Alleati hanno autorizzato l'operazione Red Harvest, un piano per bombardare Berlino e la zona circostante con l'atomica nella speranza di annientare gli zombie una volta per tutte. In una corsa contro il tempo, i quattro penetrano con successo all'interno della torre, sconfiggono il Generale Occulto e recuperano il terzo pezzo della Reliquia. I quattro fuggono appena in tempo, mentre l'USAAF bombarda l'area. Tuttavia, mentre l'aereo si allontana, la scena si oscura e in sottofondo si ode una risata demoniaca, seguita dalla voce di Hitler che proclama: "La patria non cadrà!".
Tre mesi dopo l'apocalisse, nell'afoso agosto tedesco, una notizia terrificante si diffonde tra i sopravvissuti: Adolf Hitler è tornato dalla morte, non come uno zombie qualsiasi, ma come un leader astuto e spietato alla guida dell'orda non-morta. Conservando intatto il suo diabolico intelletto, Hitler ha riorganizzato le orde in una nuova e inarrestabile Wehrmacht zombificata, rafforzando il suo controllo sul decadente Terzo Reich.
Mentre le ultime sacche di resistenza umana lottano per la sopravvivenza, sostenute segretamente dagli Alleati, l'affiatato quartetto composto da Faireburne, Wolff, Medvedev e Schwaiger riceve una missione critica. Devono recuperare vitali informazioni belliche da un agente britannico, nome in codice MacNeil. Giunti all'ospedale di St. Ulrich, luogo del loro appuntamento, la tragica verità li attende: MacNeil è stato sopraffatto e ucciso dagli zombie. La loro indagine rivela una scoperta ancora più inquietante: Hitler è in possesso del famigerato Libro delle Anime e sta segretamente dispiegando le sue truppe non morte verso una destinazione sconosciuta.
Intenzionati a fermarlo sul nascere, i quattro si infiltrano audacemente in uno dei treni di rifornimento di Hitler, sperando di raggiungerlo durante una pubblica manifestazione dove il Führer sta svelando i suoi aberranti piani per un nuovo Reich di non-morti. Con il cuore in gola, Faireburne mira dritto al cuore di Hitler e preme il grilletto, ma con orrore vede il proiettile fermarsi a mezz'aria, a pochi centimetri dal volto livido del dittatore. Solo la prontezza di Schwaiger, che sprigiona l'energia protettiva della Reliquia, impedisce un massacro immediato da parte della folla inferocita di zombie.
Di fronte a questa ennesima dimostrazione del potere oscuro di Hitler, la squadra viene immediatamente ridislocata con un nuovo obiettivo: infiltrarsi nella Folterschloss, la lussuosa e isolata residenza montana di Hitler, celata in una fitta foresta. Dopo una pericolosa incursione che li conduce alla stazione della funivia collegata al castello, i quattro scoprono l'agghiacciante verità dietro le recenti "sparizioni": Hitler sta brutalmente sfruttando esseri umani vivi per alimentare un macabro dispositivo di propaganda all'interno del castello. Qui, inaspettatamente, trovano la chiave che sblocca il pieno potenziale della Reliquia. Con la missione compiuta e l'allarme che risuona, fuggono precipitosamente mentre l'uomo costretto ad alimentare il dispositivo, in un ultimo atto di ribellione disperata, innesca un'esplosione che devasta il complesso.
Il quartier generale di Hitler si rivela essere una grande struttura fortificata nelle terre desolate irradiate fuori Berlino. Una volta infiltratisi, il gruppo sabota l'impianto industriale che il Führer sta utilizzando per produrre armi, equipaggiamento e scorte alimentari per l'esercito di zombie per poi affrontarlo di persona. Dopo aver sconfitto un'enorme proiezione di Hitler, Fairburne getta quello vero all'Inferno, Medvedev lancia la reliquia e Fairburne le spara un attimo prima che entri nella Bocca dell'Inferno, liberandone l'energia sacra. Il quartetto riesce a fuggire dal complesso poco prima che venga completamente distrutto.

## Modalità di gioco
"Zombie Army Trilogy eredita un'ossatura di gioco simile a quella di Sniper Elite V2: il giocatore è spinto a ingaggiare i nemici da lunga distanza sfruttando il fucile da cecchino, piuttosto che lanciarsi in un confronto diretto. Tuttavia, questo capitolo adotta un design dei livelli più lineare, con una minore enfasi sull'azione stealth e una maggiore focalizzazione sull'azione pura. L'ambientazione alternativa della Seconda Guerra Mondiale impone che il personaggio utilizzi armi coerenti con quel periodo storico. Come nel predecessore, il giocatore dispone di diversi tipi di esplosivi, tra cui le classiche granate a mano, mine antiuomo e potente dinamite. Un'altra meccanica collaudata di V2 fa il suo ritorno: quando si imbraccia il fucile da cecchino, fattori ambientali come la direzione del vento e la fisica delle pallottole (in termini di traiettoria e caduta) entrano in gioco, influenzando la traiettoria del proiettile. I proiettili possono rimbalzare su superfici o attraverso i bersagli, colpendo potenzialmente altri nemici. Per massimizzare la precisione, il giocatore può trattenere il respiro, stabilizzando la mira e determinando con maggiore accuratezza il punto d'impatto.
L'iconica X-Ray Kill Cam, marchio di fabbrica di V2, è nuovamente presente. Quando un colpo a segno va a segno, la telecamera segue il proiettile dalla canna del fucile fino al bersaglio in un suggestivo slow-motion. All'impatto, una visuale a raggi X anatomicamente dettagliata rivela l'esatta parte del corpo colpita e i danni devastanti inflitti a organi e ossa. Alcuni elementi dello scenario sono reattivi e possono esplodere se colpiti, offrendo un vantaggio tattico contro le orde di zombie. Il gioco, inoltre, celebra i colpi particolarmente riusciti mostrando per un breve istante la distanza percorsa dal proiettile e altri dettagli, come l'esecuzione di un colpo alla testa o l'abbattimento di un bersaglio in movimento."

## Accoglienza
| Testata                          | Versione | Giudizio |
| -------------------------------- | -------- | -------- |
| Metacritic (media al 04-05-2023) | PC       | 72/100   |
| Metacritic (media al 04-05-2023) | PS4      | 62/100   |
| Metacritic (media al 04-05-2023) | XONE     | 62/100   |

Zombie Army Trilogy ha ricevuto recensioni "miste o medie" da critici professionisti secondo il sito web dell'aggregatore di recensioni Metacritic.